# Мурса
Му́рса (порт. Murça; МФА: [ˈmuɾ.sɐ]) — муніципалітет і містечко в Португалії, в окрузі Віла-Реал. Розташований у північній частині країни, на теренах історичної португальської провінції Трансмонтана. Належить до Віла-Реальської діоцезії Католицької церкви в Португалії. Права міського самоврядування має з 1224 року. Поділяється на 7 парафій. За адміністративним поділом, чинним до 1976 року, був складовою провінції Трансмонтана і Верхнє Дору. Площа муніципалітету — 189,37 км², населення муніципалітету — 5952 ос. (2011); густота населення — 31,43 осіб/км²
. Патрон — Діва Марія. Святковий день муніципалітету — 8 травня. Поштовий індекс — 5090-112.  Код місцевої адміністративної одиниці — 1707. Складова статистичного регіону Північ.

## Географія
Мурса розташована на півночі Португалії, на сході округу Віла-Реал.
Мурса межує на півночі з муніципалітетом Валпасуш, на сході — з муніципалітетом Мірандела, на південному сході — з муніципалітетом Карразеда-де-Ансіайнш, на південному заході — з муніципалітетом Аліжо, на північному заході — з муніципалітетом Віла-Пока-де-Агіар.

## Історія
1224 року португальський король Саншу II надав Мурсі форал, яким визнав за поселенням статус містечка та муніципальні самоврядні права.

## Населення
| Кількість мешканців | Кількість мешканців | Кількість мешканців | Кількість мешканців | Кількість мешканців | Кількість мешканців | Кількість мешканців | Кількість мешканців | Кількість мешканців | Кількість мешканців | Кількість мешканців | Кількість мешканців | Кількість мешканців | Кількість мешканців | Кількість мешканців |
| ------------------- | ------------------- | ------------------- | ------------------- | ------------------- | ------------------- | ------------------- | ------------------- | ------------------- | ------------------- | ------------------- | ------------------- | ------------------- | ------------------- | ------------------- |
| 1864                | 1878                | 1890                | 1900                | 1911                | 1920                | 1930                | 1940                | 1950                | 1960                | 1970                | 1981                | 1991                | 2001                | 2011                |
| 7 274               | 7 730               | 7 448               | 6 857               | 7 405               | 7 114               | 7 886               | 9 015               | 10 056              | 10 364              | 7 505               | 8 518               | 7 371               | 6 752               | 5 952               |

## Пам'ятки
- Мурсова свиня — гранітна кельтська скульптура, один із символів містечка[3].